# Bohuslavický tunel (silniční)
Bohuslavický tunel je silniční tunel na území města Trutnova v okrese Trutnov, v Krkonošském podhůří. Nachází se v katastrálním území Bohuslavice nad Úpou. Tunel o přibližné délce 55 m se nachází na okraji Bohuslavic a vede pod hřbetem Červeného kopce. Prochází jím ulice Ke Skládce.

## Historie
V roce 1992 vznikla jednotná koncepce odpadového hospodářství okresů Trutnov a Náchod. Tehdy města Trutnov, Nové Město nad Metují a Police nad Metují založily ve spolupráci s odpadovou firmou Marius Pedersen akciovou Společnost Horní Labe. Ta následně začala pro celý trutnovský okres budovat poblíž Trutnova novou centrální skládku tuhého komunálního odpadu Kryblice II, která byla umístěna mezi původní městskou skládku Kryblice a trutnovskou část Bohuslavice. Z okraje Bohuslavic byla zřízena nová, přibližně jeden kilometr dlouhá příjezdová komunikace (později ulice Ke Skládce), která od silnice I/14 stoupá k areálu skládky pod Červeným kopcem. Na svém začátku na okraji Bohuslavic je příjezdová komunikace vedena silničním tunelem, který podchází snižující se hřbet Červeného kopce. Provoz skládky tuhého komunálního odpadu Kryblice II byl i s otevřením příjezdové komunikace zahájen v říjnu 1996, zpočátku ve zkušebním režimu.